# Sygeplejersken (tv-serie)
Sygeplejersken er en dansk true-crime-dramaserie fra 2023, der bygger på sagen fra Nykøbing Falster Sygehus, hvor sygeplejersken Christina Aistrup Hansen i 2017 blev dømt for fire drabsforsøg.
Serien er baseret på journalisten Kristian Corfixens bog med samme titel og er produceret af SAM Productions for Netflix.
Sygeplejersken blev i 2024 nomineret til tre Robertpriser.

## Handling
Den nyansatte sygeplejerske Pernille (Fanny Louise Bernth) fatter efter kort tid mistanke til, at der er noget galt på afdelingen. Hun er hurtigt blevet ven med den populære og karismatiske sygeplejerske Christina (Josephine Park), men det er som om, der altid en hel del, når hun er på arbejde. Christina er altid først på stedet, når patienterne skal genoplives, men måske er Christina selv skyld i behovet for genoplivning. Pernille beslutter sig i samråd med sin kæreste, overlægen Niels (Peter Zandersen), at granske sagen nærmere. På en vagt overrasker hun Christina i færd med at forgifte en patient og går derefter til politiet, der anholder Christina.

## Medvirkende
- Fanny Louise Bernth som Pernille Kurzmann Larsen
- Josephine Park som Christina Aistrup Hansen
- Peter Zandersen som Niels Lundén
- Dick Kaysø som Kenny Herskov
- Selma Kjær Kuscu som Alberte
- Amalie Lindegård som Katja
- Sofia Cukic som Marlene
- Stephanie Nguyen som Diana
- Mathilde Eusebius	som Ditte
- Stine Schrøder Jensen	som Pia
- Sara Fanta Traore	som Trine
- Shahbaz Sarwar som Wojciech
- Tammi Øst som Linda
- Lukas Løkken som Morten
- Marion Reuter	som Marina
- Ane Stensgaard-Juul som Ida
- Frederikke Dahl Hansen som Desirée